# Melicoccus pedicellaris
Melicoccus pedicellaris là một loài thực vật có hoa trong họ Bồ hòn. Loài này được (Radlk.) Acev.-Rodr. mô tả khoa học đầu tiên năm 2003.